# Джанвиджай, Анил
Ани́л Джанвиджа́й, настоящее имя Ани́л Кума́р Джа́йн (28 июля 1957, Барели, штат Уттар-Прадеш, Индия) — индийский поэт, переводчик поэзии и прозы со многих языков мира, редактор, блогер. Крупнейший индийский переводчик русской поэзии, также переводил русскую прозу; с 1984 года перевёл на хинди и опубликовал в Индии около 60 русских книг, включая романы и сборники рассказов Н. Гоголя, А. М. Горького, Ф. М. Достоевского, А. Платонова, А. Рыбакова, А. П. Чехова, В. Шукшина, в поэтических сборниках и журнальных подборках — стихи Б. Ахмадулиной, А. Ахматовой, А. Блока, И. Бродского, И. Бунина, В. Винокурова, А. Вознесенского, В. Высоцкого, Н. Гумилёва, Е. Евтушенко, А. Ерёменко, И. Жданова, С. Есенина, Вяч. Куприянова, М. Ю. Лермонтова, О. Э. Мандельштама, В. В. Маяковского, Б. Окуджавы, А. Парщикова, А. С. Пушкина, Н. Рубцова. Основатель и главный редактор крупнейших литературных сайтов на языке хинди «Кавита Кош» (Собрание поэзии) и «Гадья Кош» (Собрание прозы). Участник (член редколлегии, автор словарных статей) международного научно-популярного проекта «Словарь культуры XXI века».

## Биография
Родился 28 июля 1957 года в Барели, в штате Уттар-Прадеш. Отец был сотрудником на железной дороге, мать — преподавателем в швейно-вышивальном училище. Работать начал с детства, начиная с разнообразных мелких заработков. В 1969 года переехал в Дели, где получил среднее образование. Работал в типографиях, поступил в Делийский Университет на факультет бизнес-менеджмента, где защитил степень бакалавра, затем (в 1978) степень магистра. Работал в разных издательствах и газетах на должностях от корректора до редактора. В 1980 году поступил в магистратуру в Университет Джавахарлала Неру на факультет русского языка и литературы. Обошёл и объездил многие города Индии.
В 1982 года, работая в газете Sandhya Times, получил от советского правительства стипендию на обучение на филологическом факультете МГУ им. М. В. Ломоносова, и переехал в Москву. С 1983 по 2016 год постоянно сотрудничал со службой радиовещания на хинди в Москве (ныне «Голос России»). В 1989 году окончил Литературный Институт им. А. М. Горького. До 1995 года служил на высоких постах в представительствах торговых компаний в Москве, с 1996 года своя фирма в Москве.
С 2001 года преподаёт литературу хинди в ИСАА МГУ, в качестве ведущего переводческой мастерской инициировал перевод на русский язык современных писателей Индии — Удай Пракаша, Киран Сингх и других. Сотрудничает как эксперт с российским Институтом перевода, участник международного Конгресса переводчиков художественной литературы и других проектов, организуемых Институтом.
Женат, четверо детей. Живёт в Москве.

## Творчество

### Поэзия
Пишет стихи с 1976 года. Первая поэтическая публикация в 1977 году, в авторитетном литературном журнале «Лахар» («Волна»). В 1978 году стихи были включены в посвященный поэзии выпуск журнала «Пашьянти». С тех пор регулярно публикуется в газетах и журналах. В 1982 года известный поэт Бхарат Яявар опубликовал в книжной серии «Випакш» («Оппозиция») первый сборник Джанвиджая «Кавита нахи хаи йах» («Это не поэзия»). В 1990 году вышел сборник «Ма бапу каб ааенге?» («Мама, когда же вернётся папа?»); в 2004 опубликован сборник «Рам джи бхала карен» («Будь благим, Рама»). Всего вышло шесть авторских сборников стихов.

### Переводы
Литературными переводами занимается с 1978 года, перевел на хинди стихи более двухсот поэтов из 45 стран мира — русских, английских, арабских, африканских, еврейских, испанских, итальянских, корейских, китайских, латиноамериканских, немецких, французских, японских и других. Редактор множества сборников стихов на хинди и на русском языках.
Первым русским произведением, которое перевёл на хинди (первоначально через английский перевод), была «Мама и нейтронная бомба» Евгения Евтушенко; поэма была напечатана в литературном журнале «Сакшаткар» (Интервью) в Дели. С этого началось увлечение русской поэзией. С 1984 года переводил русскую литературу профессионально, начиная со сборника рассказов советской сценаристки Виктории Токаревой. Переводил стихи Б. Ахмадулиной, А. Ахматовой, А. Блока, И. Бродского, И. Бунина, В. Винокурова, А. Вознесенского, В. Высоцкого, Н. Гумилёва, Е. Евтушенко, А. Ерёменко, И. Жданова, С. Есенина, Вяч. Куприянова, М. Ю. Лермонтова, О. Э. Мандельштама, В. В. Маяковского, Б. Окуджавы, А. Парщикова, А. С. Пушкина, Н. Рубцова, других русских поэтов XIX и XX века. Кроме того, через переводы на русский язык переводил стихотворения армянских, таджикских, грузинских, узбекских, казахских, молдавских, дагестанских, чеченских и осетинских поэтов, а также стихи Хикмета, Неруды, Гарсия Лорки и других поэтов зарубежных стран.

## Культуртрегерская и издательская деятельность

### Премия «Пушкин Самман»
Премия для индийских писателей «Пушкин Самман» («Награда имени Пушкина) учреждена Анилом Джанвиджаем и вручается выдающимся литературным деятелям Индии ежегодно с 1997 года. В 2022 году премия была вручена в Институте стран Азии и Африки МГУ единовременно за два года, ввиду годичной паузы из-за пандемии COVID-19. Лауреатами стали переводчик, филолог Сону Саини, старший преподаватель Центра русских исследований Университета им. Джавахарлала Неру (Нью-Дели), и поэт Иршад Камил, автор текстов к боле чем 80 индийским фильмам.

### Веб-издания
- В 2007 создал совместно с индо-британским специалистом по веб-мастерингу Лалитом Кумаром «Кавита Кош» (Собрание поэзии), где опубликовал сотни тысяч произведений классических в современных поэтов многих стран мира — как в оригинале, так и в переводах на языки Индии, в том числе тексты индийского поэта и писателя Бхаратенду Харишчандры, основателя литературного хинди.
- В 2013 создал с Лалитом Кумаром сайт «Гадья Кош» (Собрание прозы).

### Поэзия (авторские сборники)
- 1982. Кавита нахи хаи йах («Это не поэзия»)
- 1990. Ма бапу каб ааенге? («Мама, когда же вернётся папа?»)
- 2004. Рам джи бхала карен («Будь благим, Рама»)
- 2008. Дин хаэ бхишан гарми ка («Очень жаркий день»)
- 2014. Нандини ке лие кавитаен («Стихи для Нандини»)
- 2017. Бис сал ламби кавита («Стихи длиной в двадцать лет»)

### Проза (переводы)
- 2022. Пракаш, Удай. Девушка с жёлтым зонтиком. / Пер. с хинди Анны Фомичёвой, Анила Джанвиджая. — М.: Институт путешествий, Издательство «Перо», 2022. — 170 с. — (Библиотека Гондвана). Редакторы Зоя Адевитс, Игорь Сид. ISBN 978-5-00204-860-1